# Веселовский сельсовет (Красноярский край)
Веселовский сельсовет — сельское поселение в Тасеевском районе Красноярского края.
Административный центр — село Веселое.

## История
Статус и границы сельского поселения установлены Законом Красноярского края от 25 февраля 2005 года № 13-3116 «Об установлении границ и наделении соответствующим статусом муниципального образования Тасеевский район и находящихся в его границах иных муниципальных образований» (в редакции Закона Красноярского края от 21.02.2006 № 17-4196)

## Население
| 2010 | 2012 | 2013 | 2014 | 2015 | 2016 | 2017 |
| ---- | ---- | ---- | ---- | ---- | ---- | ---- |
| 485  | ↘462 | ↘439 | ↘421 | ↘420 | ↘411 | ↘395 |

## Состав сельского поселения
В состав сельского поселения входят 2 населённых пункта:
| № | Населённый пункт | Тип населённого пункта       | Население |
| - | ---------------- | ---------------------------- | --------- |
| 1 | Веселое          | село, административный центр | 400       |
| 2 | Скакальная       | деревня                      | 85        |

## Местное самоуправление
Веселовский сельский Совет депутатов
Дата избрания: 14.03.2010. Срок полномочий: 5 лет. Количество депутатов:  7
Глава муниципального образования
- Павлов Анатолий Никанорович. Дата избрания: 14.03.2010. Срок полномочий: 5 лет